# Lichtseconde
Een lichtseconde is een lengtemaat die is gedefinieerd als de afstand die een lichtstraal in vacuüm in één seconde aflegt: 299 792 458 meter. De meter is zo gedefinieerd. Een lichtseconde is de lichtsnelheid vermenigvuldigd met één seconde. 
Een lichtminuut is gedefinieerd als 60 lichtseconden en een lichtuur is 60 lichtminuten ofwel 3 600 lichtseconden. Een lichtjaar is 31 557 600 lichtseconden.
Enkele afstanden in lichtseconden:
- De gemiddelde diameter van de Aarde is 0,0425 lichtseconden.
- De gemiddelde afstand van de Aarde tot de Maan is 1,282 lichtseconden.
- De diameter van de Zon is ongeveer 4,643 lichtseconden.
- De astronomische eenheid is gekozen als een goede maat voor de gemiddelde afstand van de Aarde tot de Zon. De astronomische eenheid komt overeen met 499 lichtseconden of 8,317 lichtminuten, maar de afstand van de Aarde tot de Zon variëert.